# Miguel Hidalgo 2da. Sección B
Miguel Hidalgo 2da. Sección B är en ort i Mexiko.   Den ligger i kommunen Cárdenas och delstaten Tabasco, i den sydöstra delen av landet, 600 km öster om huvudstaden Mexico City. Miguel Hidalgo 2da. Sección B ligger 26 meter över havet och antalet invånare är 1 346.
Terrängen runt Miguel Hidalgo 2da. Sección B är mycket platt. Runt Miguel Hidalgo 2da. Sección B är det ganska tätbefolkat, med 155 invånare per kvadratkilometer. Närmaste större samhälle är Cárdenas, 9,0 km söder om Miguel Hidalgo 2da. Sección B. Trakten runt Miguel Hidalgo 2da. Sección B består till största delen av jordbruksmark.